# 驚魂古塔
驚魂古塔（The Twilight Zone Tower of Terror，Tower of Terror）是一種在多間迪士尼樂園中皆有設置的自由落體遊樂設施。驚魂古塔目前設置在美國的迪士尼好萊塢夢工廠、東京迪士尼海洋、以及法國巴黎的華特迪士尼影城，迪士尼加州冒險樂園的版本则于2017年1月2日由银河护卫队：突围任务！（英語：Guardians of the Galaxy – Mission: Breakout!）取代。
在迪士尼好萊塢夢工廠的驚魂古塔設施是以電視影集《陰陽魔界》為背景主題，而日本、法國的的驚魂古塔則與該影集無關，日本和法國的驚魂古塔則是互相設定為概念“這兩座古塔飯店的主人分別是對方的好朋友”為主題；美、日、法三國的的故事內容設定也不同。

## 美國版本

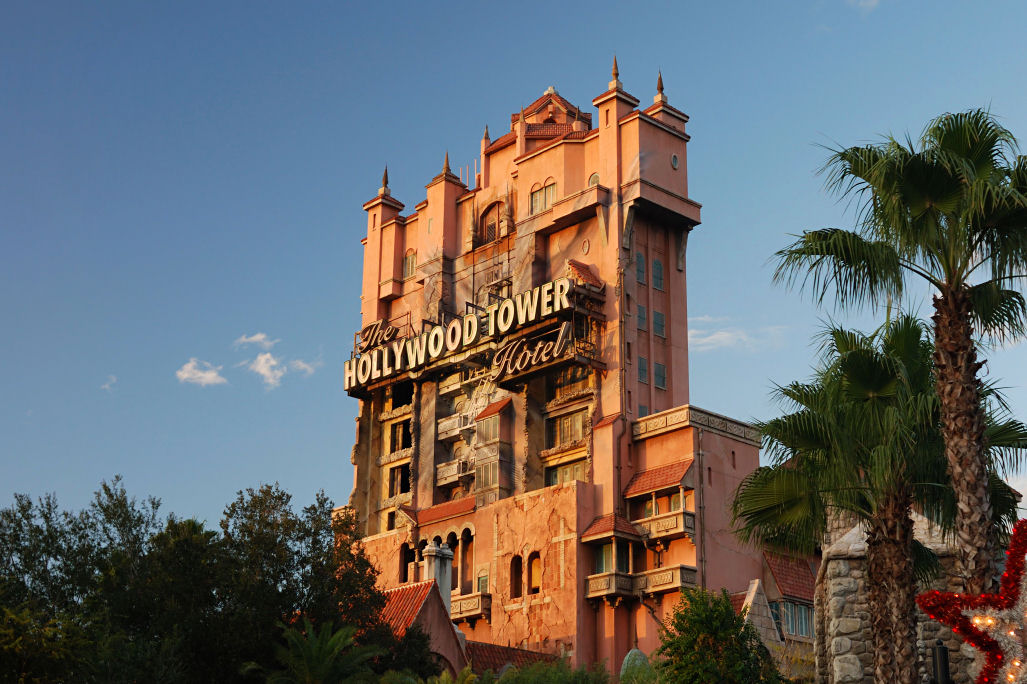
位於美國華特迪士尼影城的驚魂古塔

遊樂設施是以虛構的「好萊塢高塔飯店」（Hollywood Tower Hotel）為場景。故事劇情的前提是設定在1939年10月31日的夜晚，飯店被一道閃電擊中，使得一台載滿乘客的電梯被傳送到陰陽魔界中（Twilight Zone）。遊樂設施的內部裝潢仿造老舊飯店，所有的演出人員都穿著1930年代的飯店侍者的服飾。每件戲服造價超過1000美元，是所有主題樂園中最貴的演藝人員戲服。

## 日本版本

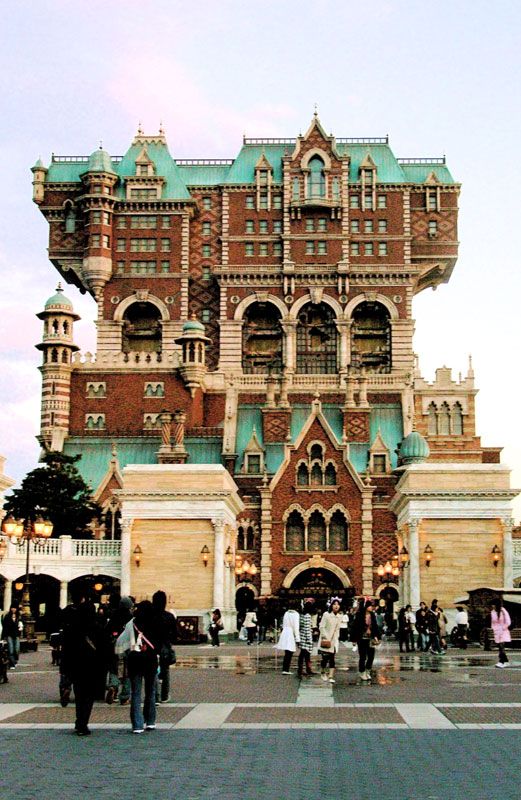
位於日本東京迪士尼海洋的驚魂古塔

東京迪士尼海洋的驚魂古塔在2006年9月4日啟用，位在樂園中的「美國海濱」區域。這座設施與位在美國的兩座驚魂古塔是屬於相同的系統，但東京迪士尼海洋的版本與電視影集《陰陽魔界》無關，而是使用自己的原創故事。此外，設施的外觀、內部裝潢、表演等內容與美國和法國迪士尼樂園的驚魂古塔皆完全不同，少了很多殘破恐怖的氣氛、反倒是擁有一個奢華精緻的氣息。施工的費用約為日幣210億元。
遊樂設施內的電梯共有六部，上升、下降的動作模式共分三種。在啟用當天最長的排隊等待時間為240分鐘（約4小時）。

### 故事設定
- 以下為故事設定，純屬虛構。

哈里遜·海陶偉三世（Harrison Hightower III）是一位喜歡收集全世界各種古董的大富翁。1899年時，他從居住在剛果河流域的慕坦鐸族（音譯）手中奪取了一尊受到詛咒的雕像「shiriki utundu」（シリキ・ウトゥンドゥ，在慕坦鐸語中有相信災禍會降臨的意味）。1899年12月31日，為了展示這尊雕像，海陶偉三世在日本迪士尼海洋建造的一座名為「高塔飯店」的遊客中心中舉辦了大型宴會。宴會結束後，海陶偉三世搭乘電梯，準備前往自己位在旅館最上層的房間，想要將「shiriki utundu」裝飾在房間中。就在這個時候，深夜0點的飯店突然停電。海陶偉三世搭乘的電梯突然被綠色的光包圍，電梯中還傳出海陶偉三世的慘叫聲。之後電梯突然失去控制，直接墜落到一樓大廳。但在因為墜落幾乎全毀的電梯中，卻不見海陶偉三世的蹤影。只剩下一頂他喜歡佩戴的帽子，和那尊「shiriki utundu」雕像。因為這起事件，住在東京迪士尼海洋附近的居民都稱這棟遊客中心為「驚魂古塔」（Tower of Terror），迪士尼官方也廢棄了它、讓它成為了一座荒廢的建築。
時間來到1912年，日本東京的「紐約文化保存協會」認為高塔飯店是一棟「在日本具有高價值的、反映紐約歷史時期的建築」，因此進行了飯店的修復工程，所以才導致日本版的設計外觀和其他國家有這麼大的不同。「紐約文化保存協會」的會長是法日混血兒——貝兒朵莉絲·羅茲·安帝克多（トリス・ローズ・エンディコット），她的父親是與海陶偉三世有長年交情的安帝克多三世（エンディコット三世，即法國版驚魂古塔飯店的老闆），朵莉絲十分尊敬日本驚魂古塔飯店的創始人——海陶偉三世。而她的父親安帝克多三世原本要將高塔飯店拆除，以建造完全沒有恐怖故事的新飯店；但女兒大力反對，甚至在日本成立了「紐約市保存協會」來對父親反擊，父親只好作罷、轉而向巴黎購買同樣是鬼屋的高塔飯店來進行經營（就是後來的法國版本驚魂古塔）。這個保存協會的設立目的是「為了保護美日文化交流中的具有歷史意義的建築物」，但實際上是專門為了修復、改造、保護和觀光景點化高塔飯店而成立的協會；協會將飯店修復後，舉辦了導覽參觀活動，這個活動既是現在日本驚魂古塔的遊樂設施。

### Level 13版本
東京迪士尼海洋的版本的驚魂古塔於每年不同時候（特別是冬天到春天期間）推出「恐怖增量」特別升級的Level 13版本（Tower of Terror Unlimited，Tower of Terror : Level 13 “Shadow of Shiriki” ），該版本的升降次數會大幅增加至兩倍，並會出現特別場面，例如在小劇埸內Shiriki雕像破窗逃脫及升降機急跌時看到Shiriki切斷鋼䌫等場面。Level 13版本於2018年1月5日至3月20日首次亮相。

## 巴黎版本
法國巴黎華特迪士尼影城樂園中的驚魂古塔的外觀幾乎是完全仿造迪士尼加州冒險樂園的設計、但是它的運動機制又是按照美國佛羅里達的好萊塢夢工廠設計、在故事設定上又和日本的驚魂古塔有所關聯，可謂是把三者的特征都融合為一體。雖然這座建築最早是為了法國迪士尼樂園而建造的，不過目前巴黎版本卻是最晚的。這項設施目前還在遊樂園的中央地帶施工，位於「La Terrasse」區域旁邊。與美國和日本版本不同的是，為了符合法國的建築法規，巴黎迪士尼的驚魂古塔的主體結構是使用鋼筋混凝土建造，而不是美國版本使用的純鋼鐵條。現在，驚魂古塔將成為巴黎迪士尼樂園中一個以好萊塢電影場景為主題的新區域中的主要遊樂設施，並且迪士尼官方宣佈以後永不拆遷。

## 資料來源與注釋
1. ↑  2006年2月19日，In the Magic Kingdom, a heavy dose of reality 的存檔，存档日期2007-07-14. - Dallas Morning News（2007年3月15日引用）
2. ↑  其中姓氏「Hightower」與英語中的「高塔」（high tower）近似

## 外部連結

### 官方網站
- （英文）迪士尼米高梅影城的驚魂古塔官方網站
- （中文）東京迪士尼海洋的驚魂古塔官方網站

### 其他相關網站
- （英文）TowerofTerror.org
- （英文）ServiceElevator.com （页面存档备份，存于）
- （英文）Joe's 東京迪士尼海洋樂園驚魂古塔照片
- （英文）巴黎迪士尼樂園驚魂古塔施工照片
- （英文）Tokyo Disney Resort at Home Tower of Terror[永久]
- （英文）Theme Park Review 網站中的驚魂古塔頁面 （页面存档备份，存于）
- （英文）Interview with Robert Rhine, 'Rod Serling' for the Tower of Terror.
- （英文）The-Hollywood-Tower-Hotel.com
- （英文）DLRP Magic! - Guide to Paris' Tower of Terror （页面存档备份，存于）
- （英文）DLRP Today - Follow the construction of Paris' Tower of Terror